# Montagny-la-Ville
Pour les articles homonymes, voir Montagny.
Montagny-la-Ville (Montanyi la Velâ  en patois fribourgeois) est une localité et une ancienne commune suisse du canton de Fribourg, située dans le district de la Broye.

## Histoire
Situé sur la rive droite de l'Arbogne, le site de Montagny-la-Ville est occupé depuis l'âge du Fer comme en témoigne la découverte de deux tumulus et d'un aqueduc romain. Au Moyen Âge, le village est inclus dans la seigneurie de Montagny, puis dans le bailliage de Montagny entre 1478 et 1798. Par la suite, la commune de Montagny-la-Ville se trouve successivement dans les districts de Payerne jusqu'en 1803, de Montagny jusqu'en 1831, de Dompierre jusqu'en 1848 avant de rejoindre le district de la Broye à sa création.
En 2000, la commune a fusionné avec sa voisine Montagny-les-Monts pour former la nouvelle commune de Montagny. Mannens-Grandsivaz les a rejoints en 2004.

## Architecture
Le village compte plusieurs villas patriciennes bâties par l'architecte Charles de Castella, ainsi qu'un institut, propriété des sœurs de la Providence de Langres. 